# Le Roi (film, 1949)
Pour les articles homonymes, voir Le Roi.
Pour plus de détails, voir Fiche technique et Distribution.
Le Roi est un film français de Marc-Gilbert Sauvajon sorti en 1949.

## Fiche technique
- Réalisation : Marc-Gilbert Sauvajon, assisté d'Hervé Bromberger
- Scénario : d'après la pièce éponyme de Gaston Arman de Caillavet, Emmanuel Arène et Robert de Flers
- Adaptation : Marc-Gilbert Sauvajon
- Décors : Guy de Gastyne
- Costumes : Rosine Delamare
- Photographie : Robert Lefebvre
- Photographe de plateau : Léo Mirkine
- Musique : Jean Marion
- Montage : Roger Dwyre
- Décor de plateau : André Boutie
- Société de production :  Spéva Films
- Production : André Paulvé
- Pays :  France
- Langue : français
- Format :  Noir et blanc - 1,37:1 - 35 mm - Son mono
- Genre : Comédie
- Durée : 100 minutes
- Date de sortie : 
  - France : 14 décembre 1949

## Distribution
- Maurice Chevalier : le Roi
- Annie Ducaux : Therese Marnix
- Sophie Desmarets : Mme Beaudrier
- Alfred Adam : Beaudrier
- Henri Charrett : Cormeau, Ministre du Commerce
- Marcel Delaître : le Comte Martin
- François Joux : Marcel Rivelot
- Albert Michel : un inspecteur
- Robert Murzeau : Blond
- Jacqueline Noëlle
- Félix Paquet : Gabrier
- Robert Vattier : le Marquis de Chamarande
- Jean Wall : le Lorrain
- Roger Monteaux : l'aubergiste
- Gustave Hamilton
- Georges Cahuzac
- Lucien Callamand